# Teluk Belukar
Teluk Belukar is een bestuurslaag in het regentschap Gunungsitoli van de provincie Noord-Sumatra, Indonesië. Teluk Belukar telt 2555 inwoners (volkstelling 2010).